# Kessleria neuguineae
Kessleria neuguineae is een vlinder uit de familie van de stippelmotten (Yponomeutidae). De wetenschappelijke naam van de soort werd in 1981 gepubliceerd door S. Moriuti.